# Oi Bura
Oi Bura is een bestuurslaag in het regentschap Bima van de provincie West-Nusa Tenggara, Indonesië. Oi Bura telt 782 inwoners (volkstelling 2010).